# Stazione di Orbetello Città
La stazione di Orbetello Città era una stazione ferroviaria di Orbetello, posta sulla ferrovia Orbetello-Porto Santo Stefano, in esercizio dal 1913 al 1944.

## Storia
La stazione venne inaugurata nel 1913 per servire direttamente il centro cittadino, in via Mura di Ponente. Per l'occasione, venne realizzato un terrapieno sul mare per permettere la costruzione del piazzale. Del complesso ferroviario rimangono le strutture del fabbricato viaggiatori, sede della locale Confesercenti, il magazzino merci e il piccolo edificio dei servizi igienici.
La stazione venne chiusa nel 1944 con il danneggiamento della linea ferroviaria a causa dei bombardamenti durante la seconda guerra mondiale e quindi definitivamente soppressa.